# Movimiento apostólico de Schönstatt
El Movimiento Apostólico de Schoenstatt (en alemán: Schönstatt-Bewegung) es un movimiento católico mariano fundado en Alemania en 1914 por el padre José Kentenich, quien vio en el movimiento un medio para la renovación espiritual de la Iglesia católica.
Schönstatt-Bewegung significa movimiento (bewegung) del lugar (statt) hermoso (schöne). El nombre con el que se designa esta sociedad de renovación religiosa, (además de ser elegido por su significado intríseco), procede de la ubicación de su emplazamiento inicial en terrenos del mismo nombre en la ciudad de Vallendar, cerca de Coblenza, Alemania. A este lugar, con la expresión "eyne schöne stat", se refería en 1143 el arzobispo de Trier, Albero de Montreuil, al fundar en él un monasterio de religiosas agustinas, hoy desaparecido. Entre 1908 y 1912, los padres pallotinos, (Sociedad del Apostolado Católico fundada en 1846 Vincente Pallotti), construyeron una residencia de estudiantes, de la que surgió la actual Vinzenz Pallotti University. Allí el Padre Josef Kentenich fue líder espiritual entre 1912-1919 y fundó una Congregación Mariana, desde la cual él y otros padres y seminaristas pusieron en marcha el Movimiento Schoenstatt.
Como movimiento de renovación dentro de la Iglesia católica, Schoenstatt trabaja para ayudar a revitalizar la Iglesia y la sociedad en el espíritu del evangelio. Sus miembros buscan conectar la fe y la vida diaria, movidos por un profundo amor a María, la Madre de Dios, quien los educa y guía para que sean mejores seguidores de Cristo. A su vez, como movimiento internacional, se ha expandido a más de 110 países y posee miembros de todas las vocaciones y estados de vida. Es una familia espiritual cuyas ramas y comunidades federativas se unen para formar una sola familia.

## Historia
Fundación
El movimiento de Schoenstatt fue fundado en 1914, cuando el Padre José Kentenich, director espiritual de un colegio de seminaristas de los  Padres Palotinos en Vallendar, Alemania, sellaron la "Alianza de Amor" con la Virgen María en una pequeña capilla, ahora conocida como el Santuario Original de Schoenstatt. El Padre Kentenich se inspiró en parte en Bartolo Longo quien estableció un santuario mariano dedicado a Nuestra Señora del Rosario en Pompeya, sin que mediara aparición alguna. El P. Kentenich sintió un llamado interior a invitar, de la misma forma, a María que se estableciera en esa capillita. Compartió con los muchachos presentes estos pensamientos: 
"¿Acaso no sería posible que la capillita de nuestra Congregación al mismo tiempo llegue a ser nuestro Tabor, donde se manifieste la gloria de María? Sin duda alguna no podríamos realizar una acción apostólica más grande, ni dejar a nuestros sucesores una herencia más preciosa que inducir a nuestra Señora y Soberana a que erija aquí su trono de manera especial, que reparta sus tesoros y obre milagros de gracia. Sospecharán lo que pretendo: quisiera convertir este lugar en un lugar de peregrinación, en un lugar de gracia, para nuestra casa y toda la Provincia alemana y quizás más allá. Todos los que acudan acá para orar deben experimentar la gloria de María y confesar: ¡Qué bien estamos aquí! ¡Establezcamos aquí nuestra tienda! ¡Este es nuestro rincón predilecto! Un pensamiento audaz, casi demasiado audaz para el público, pero no demasiado audaz para ustedes. ¡Cuántas veces en la historia del mundo ha sido lo pequeño e insignificante el origen de lo grande, de lo más grande!"
A la vez, invitó a los muchachos a aspirar al grado más alto de santidad: "... cada uno de nosotros ha de alcanzar el mayor grado posible de perfección y santidad, según su estado. No simplemente lo grande, ni algo más grande, sino precisamente lo más excelso ha de ser el objeto de nuestros esfuerzos intensificados. Ustedes comprenderán que me atrevo a formular una exigencia tan extraordinaria sólo en forma de un modesto deseo".
Primera Guerra Mundial

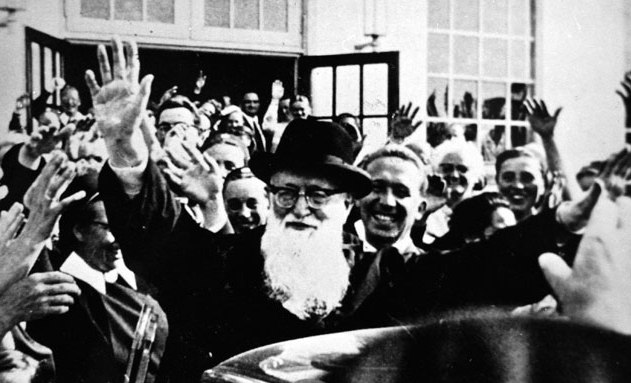
P. José Kentenich

En los primeros años de fundación, Schoenstatt comenzó a desarrollarse como un lugar de retiros y jornadas para diferentes grupos. Durante la Primera Guerra Mundial, muchos de los jóvenes seminaristas, como José Engling, fueron puestos a prueba cuando los llamaron a servir en los frentes de batalla. Su testimonio de vida atrajo a otros jóvenes, que sin ser seminaristas, deseaban participar de esta espiritualidad y pedagogía. 
1919: Fundación de la Federación Apostólica en Hoerde
"El 20 de agosto de 1919, en Hörde, se realiza un congreso de los congregantes de Schoenstatt tanto de los que pertenecían a los Palotinos como los que ingresaron durante la guerra: los de la 'Congregación Mariana externa', y se funda la Federación Apostólica, constituyéndose así oficialmente el Movimiento Apostólico de Schoenstatt", abierto para todos los que tuvieran interés de ser miembros del Movimiento.
Segunda Guerra Mundial: campo de concentración de Dachau
En la década de 1930 con el ascenso de Adolf Hitler, el P. Kentenich y otros schoenstattianos como el P. Franz Reinisch, expresaron ciertas críticas sobre el nazismo. Como consecuencia el Movimiento de Schoenstatt fue visto como una amenaza para el régimen nazi. En 1941, el P. Kentenich fue arrestado y enviado al campo de concentración de Dachau, donde comenzó a expandir Schoenstatt entre los prisioneros. Permaneció allí hasta 1945.[cita requerida]
P. Kentenich emprende viajes internacionales

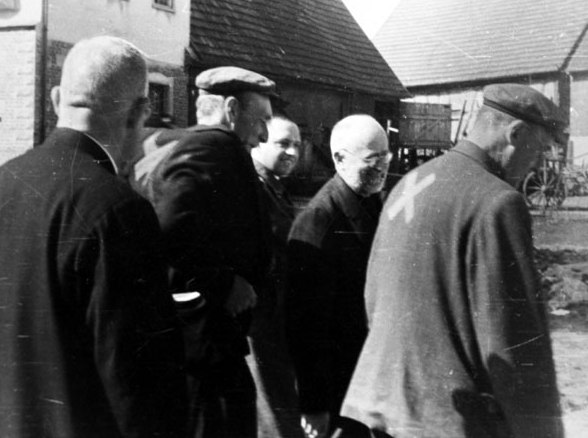
El Padre José Kentenich en el campo de concentración de Dachau (segundo de la derecha).

Entre 1947 y 1948, el P. Kentenich visitó Sudáfrica, Brasil, Argentina, Uruguay, Chile y Estados Unidos para ayudar a la construcción de Schoenstatt en estos países. Durante este tiempo, el P. Kentenich conoció a miles de personas, muchas de las cuales jugarían papales importantes en el desarrollo del Movimiento, como el chileno Mario Hiriart y el diácono brasileño Don Joao de Pozzobon. En 1950, Pozzobon inició el Apostolado de la Virgen Peregrina. Incluso viajó miles de millas a pie para evangelizar en las escuelas, prisiones, hospitales y hogares.
1951 - 1965: Exilio
El 31 de mayo de 1949, el P. Kentenich escribió una carta a las autoridades de la Iglesia en Alemania, la cual depositó en el altar del Santuario Cenáculo de Bellavista, en Santiago de Chile. En dicha carta, el P. Kentenich destaca los peligros que enfrenta la Iglesia debido a algunos modelos de pensamiento teológico que "separan la vida de Dios de su creación y nuestra humanidad". La carta fue considerada ofensiva por las autoridades eclesiásticas alemanas y vaticanas, lo que dio como resultado 14 años de exilio para el P. Kentenich en Milwaukee (Estados Unidos).
1965: Liberación
El P. Kentenich mismo comparte a sus oyentes en Roma las luchas que tuvo con el Santo Oficio y la audiencia con el Papa Pablo VI, luego de que fueran derogados todos los decretos en su contra, y con la autorización de volver a Schoenstatt en "El exilio y su finalización relatado por el P. Kentenich".
Años posteriores

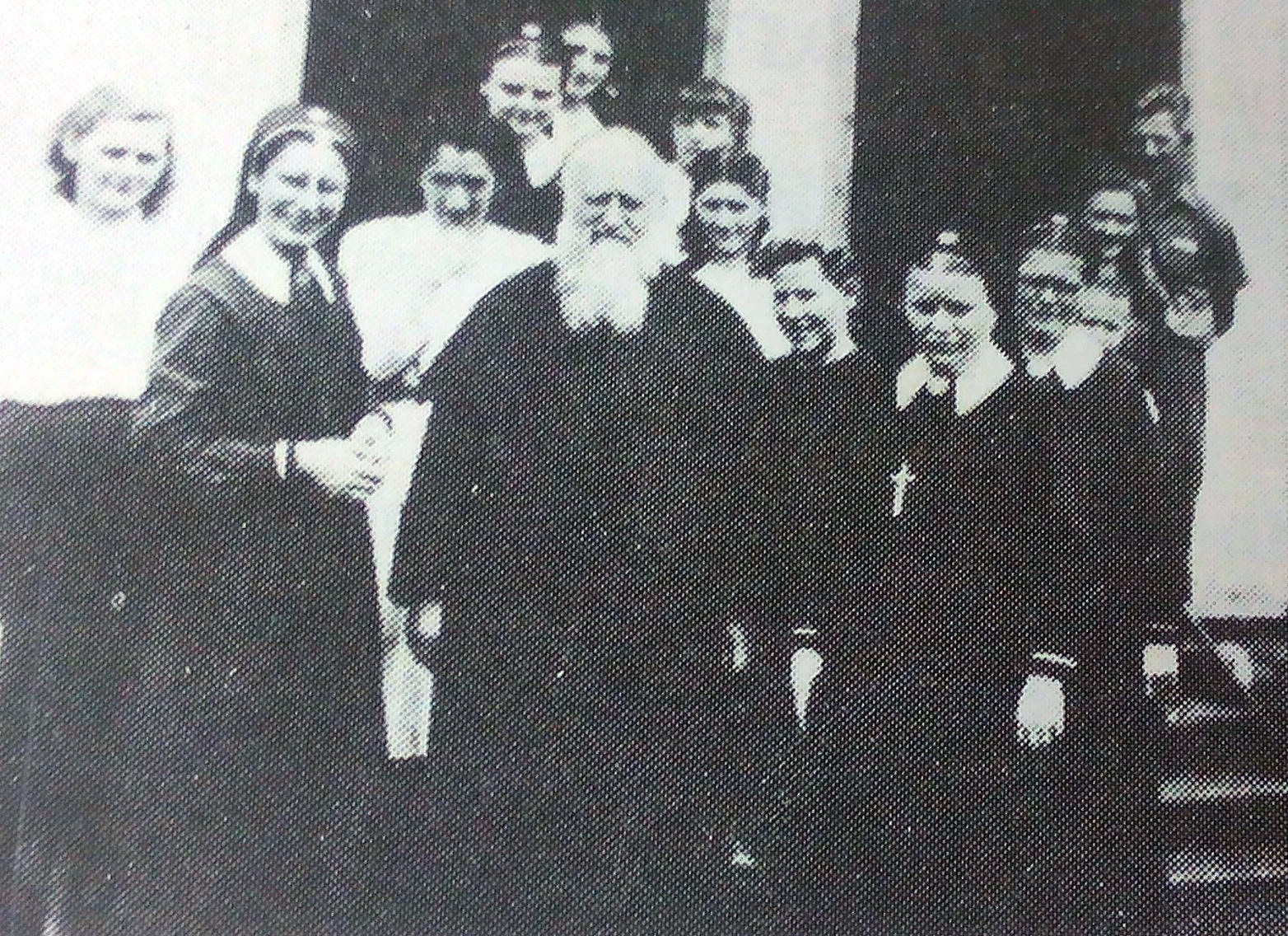
El Padre Kentenich en Oberá, Argentina, con las Hermanas de María y otros misioneros

Los tres años posteriores a su regreso, pudo continuar su trabajo por el Movimiento y tuvo un intercambio muy fructífero con los obispos de Alemania, incluyendo a Mons. Bernhard Stein, obispo de Tréveris, con quien tuvo confrontaciones importantes en el tiempo del exilio, y quien después de su muerte iniciara su proceso de canonización.
Falleció en la Iglesia de la Adoración, en el Monte Schoenstatt, en Schoenstatt, el 15 de septiembre de 1968.
Luego del fallecimiento del P. Kentenich, el Movimiento de Schoenstatt Schoenstatt siguió creciendo por medio de sus varios apostolados, acciones sociales y educativas en todo el mundo, desarrollo de federaciones, ligas y grupos para familias, jóvenes y peregrinos, la expansión de los santuarios de Schoenstatt en el mundo -207 actualmente-, y la Campaña de la Virgen Peregrina, la cual se ha expandido a más de 110 países, llegando mensualmente solo en Brasil a unas 14 millones de personas, en la forma de la imagen de la Virgen Peregrina de Schoenstatt.

## Madre Tres Veces Admirable

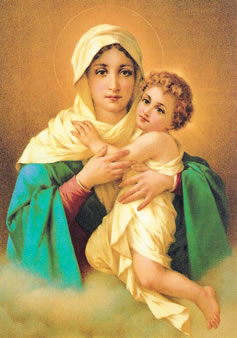
Refugium Peccatorum Madonna (1898), óleo de Luigi Crosio.

La imagen de la Madre Tres Veces Admirable (Mater ter Admirabilis en latín) fue obsequiada en 1915 por un profesor a los seminaristas palotinos, cuyo director espiritual era el P. Kentenich. El cuadro fue pintado por Luigi Crosio en 1898 bajo el título de Refugium Peccatorum Madonna (Refugio de los Pecadores).
Desde entonces ha sido llamada la Madre Tres Veces Admirable, un símbolo central del Movimiento de Schoenstatt.

## Comunidades del Movimiento Apostólico de Schoenstatt

### Institutos Seculares
Los institutos seculares están organizados a nivel internacional. Según el sitio web oficial de Schoenstatt, “Los miembros de un instituto secular deben llevar un apostolado permanente y una forma de comunidad establecida”, y "pertenecen a la vocación de Vida Consagrada en la Iglesia y son de ‘derecho Pontificio’ “.

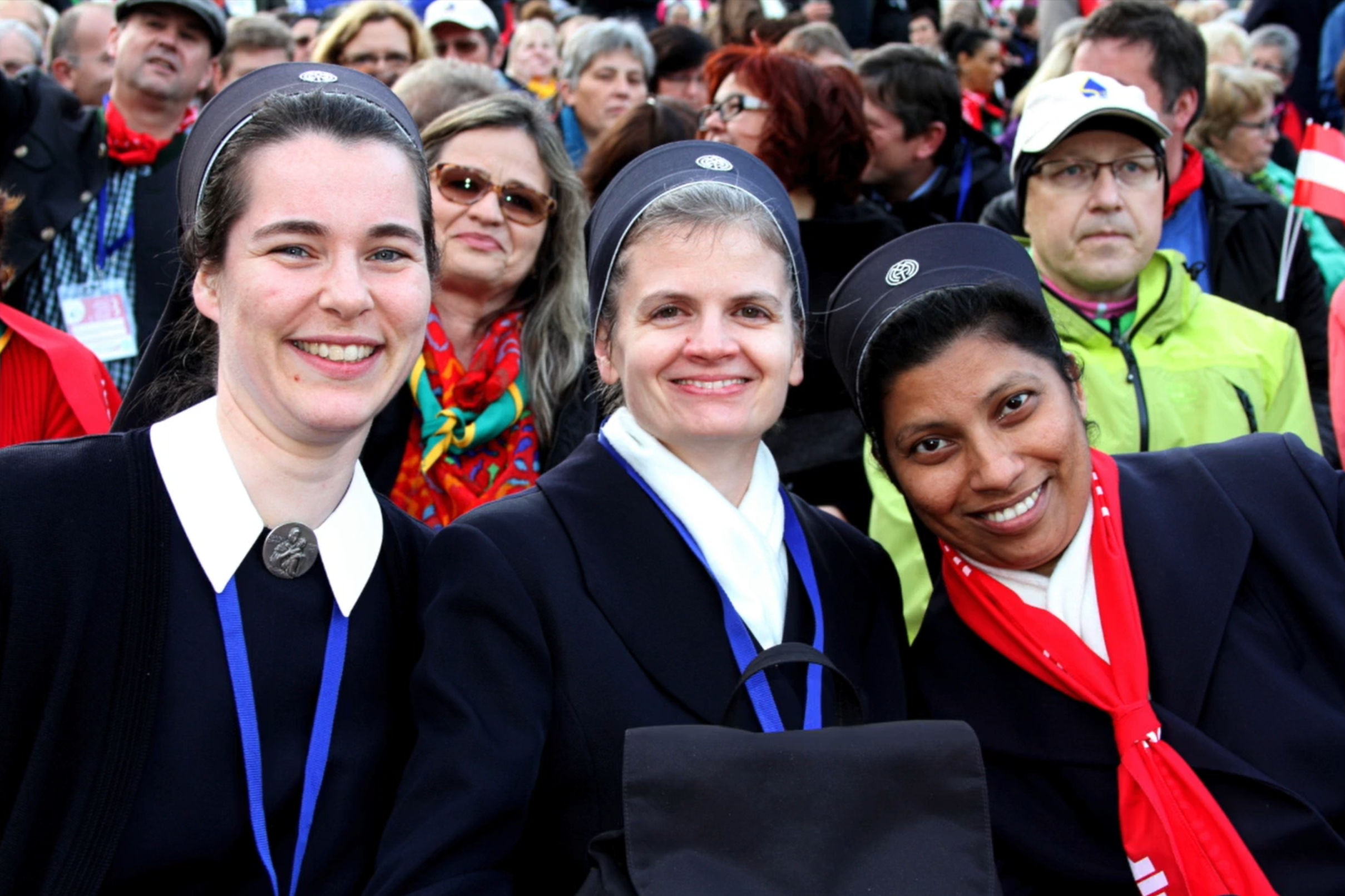
Actualmente hay alrededor de 1800 Hermanas de María de Schoenstatt en todo el mundo.

Hay seis institutos seculares en el Movimiento de Schoenstatt:
- Instituto Secular de las Hermanas de María
- Instituto Secular de los Hermanos de María
- Instituto Secular de los Sacerdotes Diocesanos de Schoenstatt
- Instituto Secular de los Padres de Schoenstatt
- Instituto Nuestra Señora de Schoenstatt
- Instituto Secular de Familias

### Federaciones Apostólicas
Estos están organizados a nivel nacional. Según el sitio web oficial, “los miembros de la Federación se comprometen a un servicio apostólico permanente y fomentan una forma de comunidad establecida. En el espíritu de los consejos evangélicos, luchan por la perfección acorde a su estado de vida” 

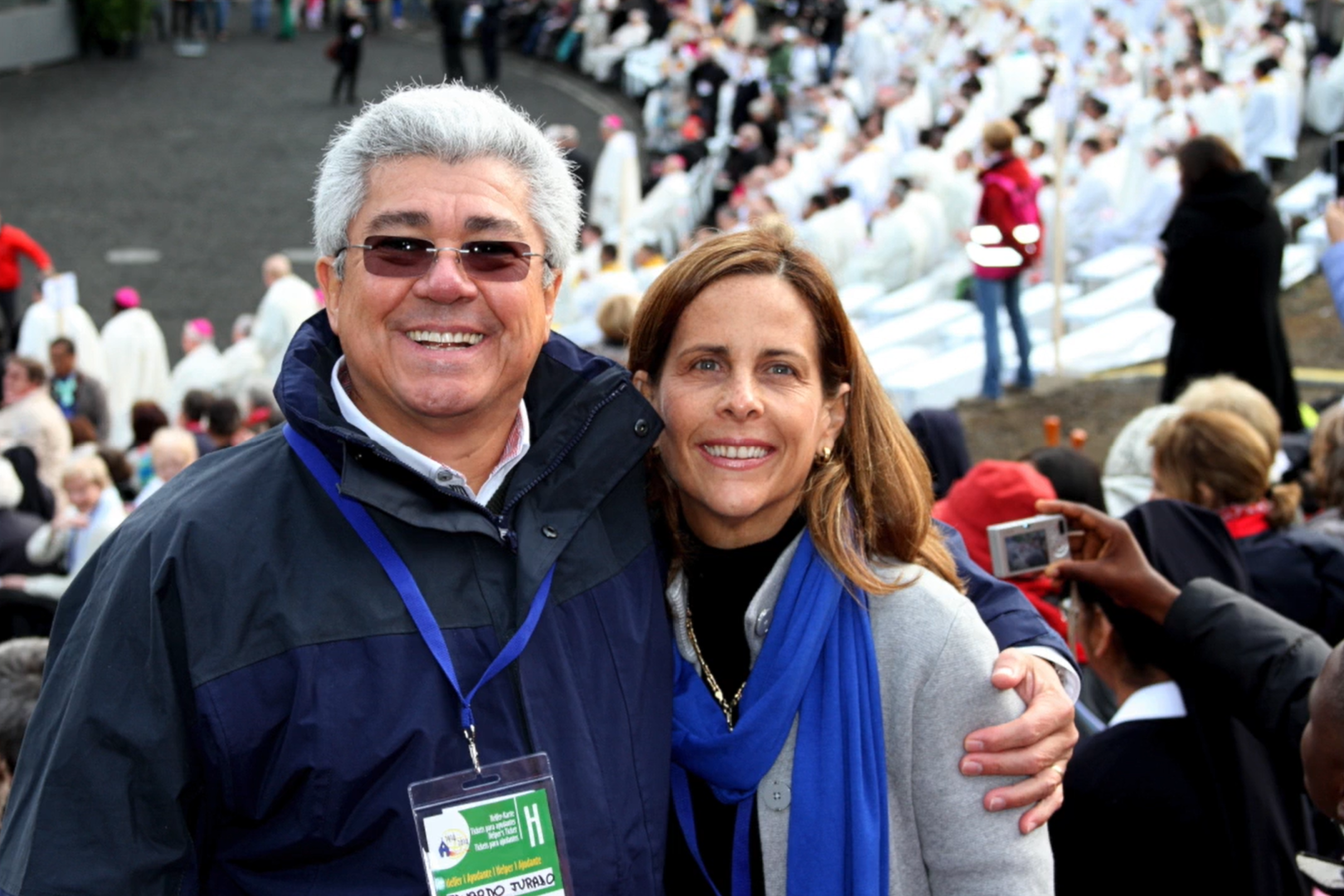
Pareja de Ecuador en el Jubileo de los 100 años de Schoenstatt en 2014

Las siguientes son las Federaciones Apostólicas del movimiento de Schoenstatt:
- Federación Masculina
- Federación de Familias
- Federación de Mujeres
- Federación de Madres
- Federación de Sacerdotes

### Ligas Apostólicas
Estas están organizadas a nivel diocesano. Según el sitio web oficial, “Pertenecen a la Liga las personas que, aspirando a la santidad, se dejan educar por Schoenstatt y se esfuerzan por realizar una actividad apostólica de servicio en su vida”. Los peregrinos también son parte de las Ligas Apostólicas. Aunque no se incorporan a una rama específica del movimiento, mantienen un contacto constante con el santuario y el Movimiento Apostólico.

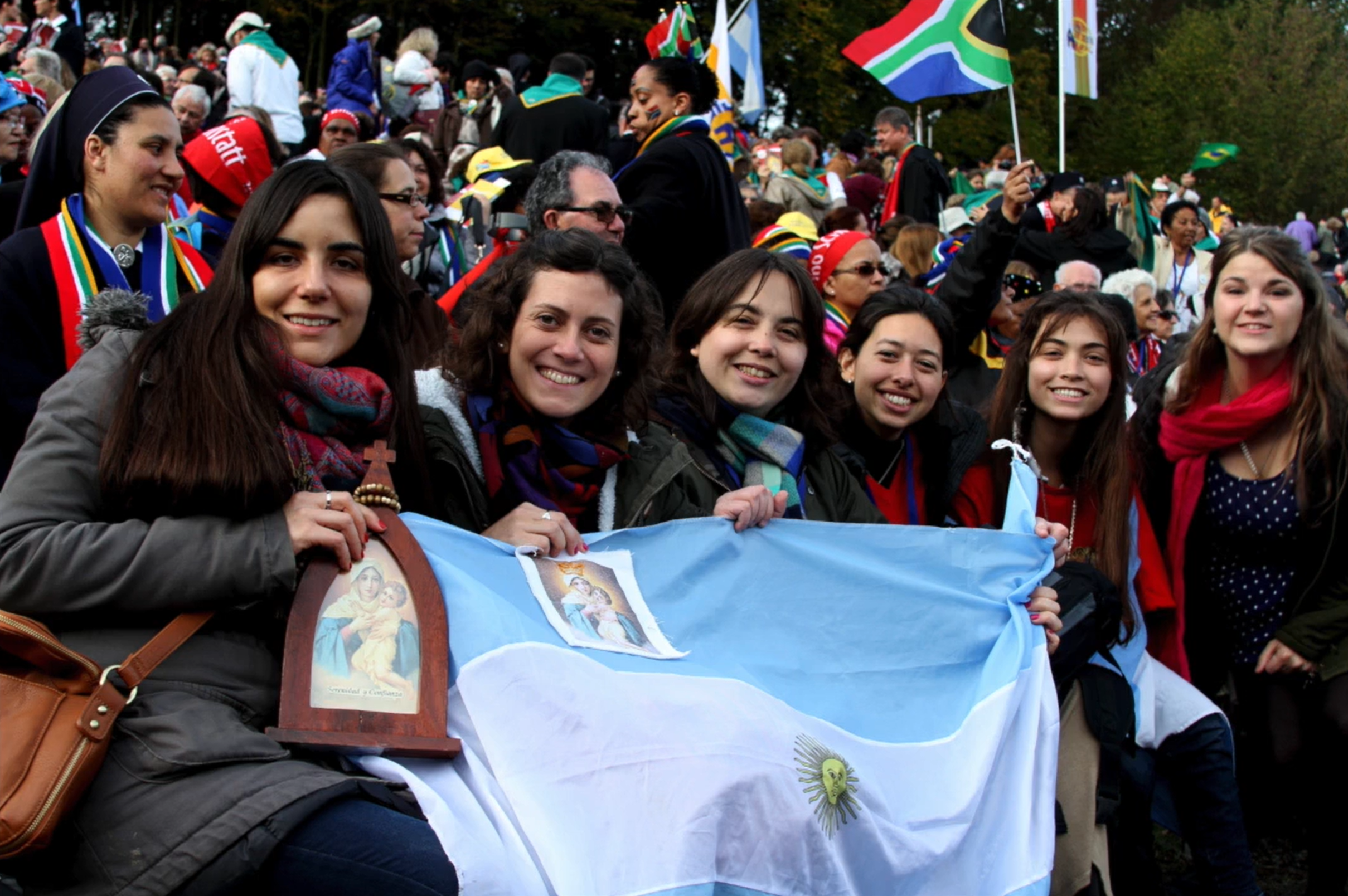
Peregrinos de Schoenstatt de Argentina en el Jubileo de los 100 años de Schoenstatt en 2014

La Liga Apostólica incluye los siguientes grupos o ramas:
- Juventud Femenina
- Liga de Mujeres Profesionales
- Rama de Madres
- Liga de Sacerdotes
- Liga de Hombres
- Juventud Masculina
- Liga de Familias
- Peregrinos

## Órganos de coordinación

### A nivel internacional
- Presidencia General: Según el sitio web oficial “Representa a todo el Movimiento de Schoenstatt. En relación a la Santa Sede, la Presidencia General es dependiente al Dicasterio Pontificio para los Laicos, la Familia y Vida, al cual periódicamente se le informa sobre las actividades del Movimiento”. En enero de 2020, el P. Juan Pablo Catoggio, argentino, es el presidente de la Presidencia General del Movimiento de Schoenstatt.
- Coordinación Internacional: Además de mantener el sitio web oficial del Movimiento: www.schoenstatt.com, y las plataformas de redes sociales, colabora en la unidad del Movimiento a nivel internacional. El P. Heinrich Walter, alemán, y la Hermana M. Cacilda Becker, brasileña, son los coordinadores internacionales del Movimiento de Schoenstatt.[13]

### A nivel nacional
- Presidencia Nacional: "Asume a nivel nacional la responsabilidad por la herencia espiritual del fundador, por la unidad del Movimiento Apostólico de Schoenstatt y por su trabajo en común. Representa al Movimiento Apostólico de Schoenstatt en el país respectivo".[14]
- Central Nacional: Tiene como objetivo reunir a miembros de Schoenstatt que inspiren y animen la vida a nivel nacional, promoviendo la formación espiritual, obras de apostolado, corrientes de vida, etc. (El Movimiento Apostólico de Schoenstatt, Estatuto General #51 ss)
- Consejos Diocesanos: Reúne a los líderes de la Liga y a personas responsables de un apostolado concreto a nivel diocesano. (El Movimiento Apostólico de Schoenstatt, Estatuto General #43 ss)

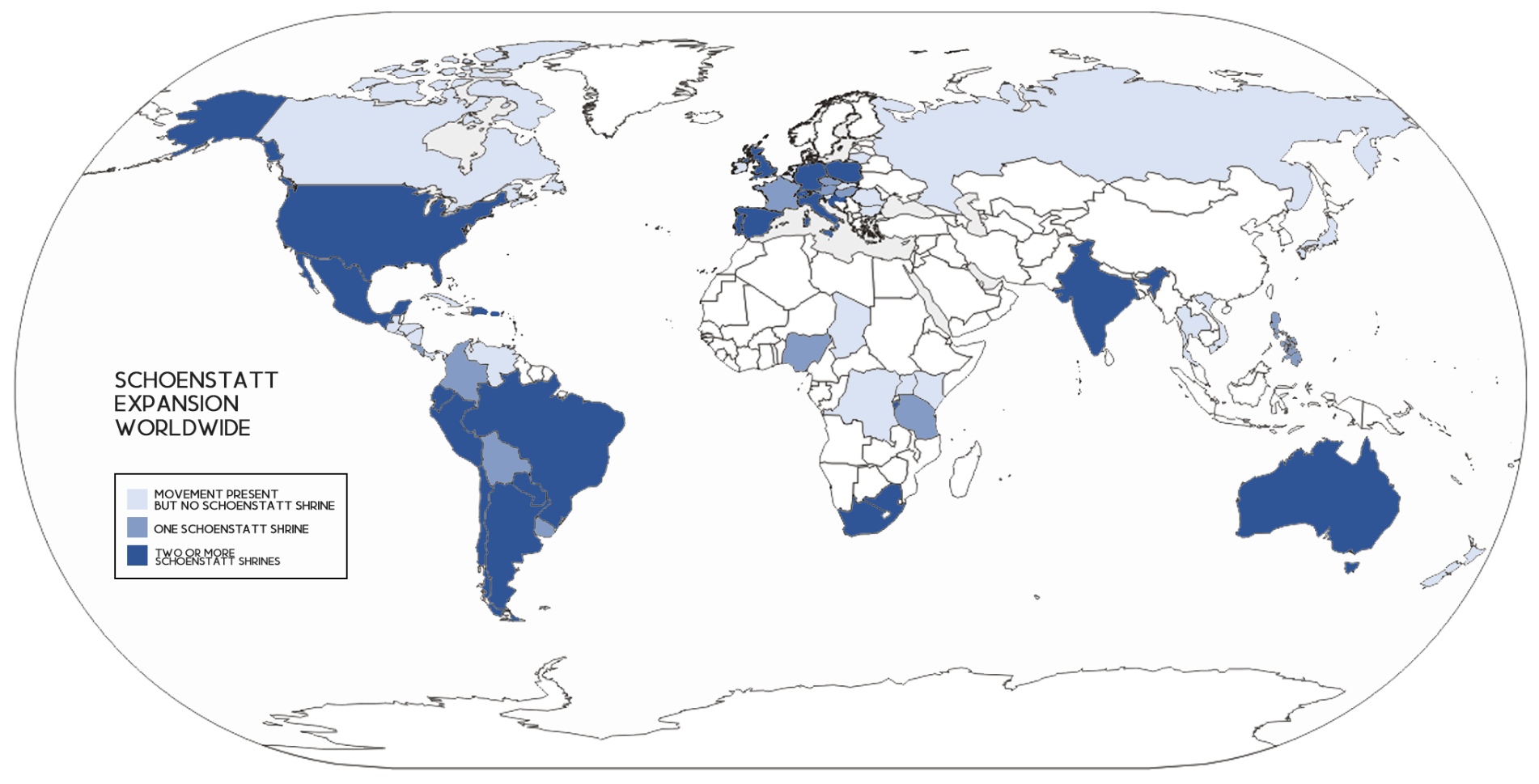
Presencia mundial del Movimiento de Schoenstatt.

## Schoenstatt en el mundo
El Movimiento de Schoenstatt está expandido en más de 110 países en el mundo, algunos de los cuales son:
Alemania (56 santuarios), Argentina (20 santuarios), Australia (3 santuarios), Austria (1 santuario), Bélgica, Bolivia (2 santuarios), Brasil (23 santuarios), Burundi (2 santuarios), Canadá, Chad, Chile (25 santuarios), Colombia ( 2 santuarios), Congo, Costa Rica (1 santuario), Croacia (2 santuarios), Cuba, República Checa (1 santuario), República Dominicana (2 santuarios), Ecuador (4 santuarios), El Salvador, Francia (1 santuario), Guatemala, Honduras, Hong Kong, Hungría (1 santuario), India (6 santuarios), Italia (2), Lituania, Luxemburgo, México (4 santuarios), Nicaragua, Nigeria (1 santuario), Panamá, Paraguay (3 santuarios), Perú (2 santuarios), Filipinas (1 santuario), Polonia (6 santuarios), Portugal (4 santuarios), Puerto Rico (4 santuarios), Rumania, Rusia, Eslovaquia, Eslovenia, Sudáfrica (5 santuarios ), España (3 santuarios), Suiza (7 santuarios), Tanzania (1 santuario), Reino Unido (2 santuarios), Uruguay (1 santuario), Estados Unidos (10 santuarios), Venezuela, Vietnam.

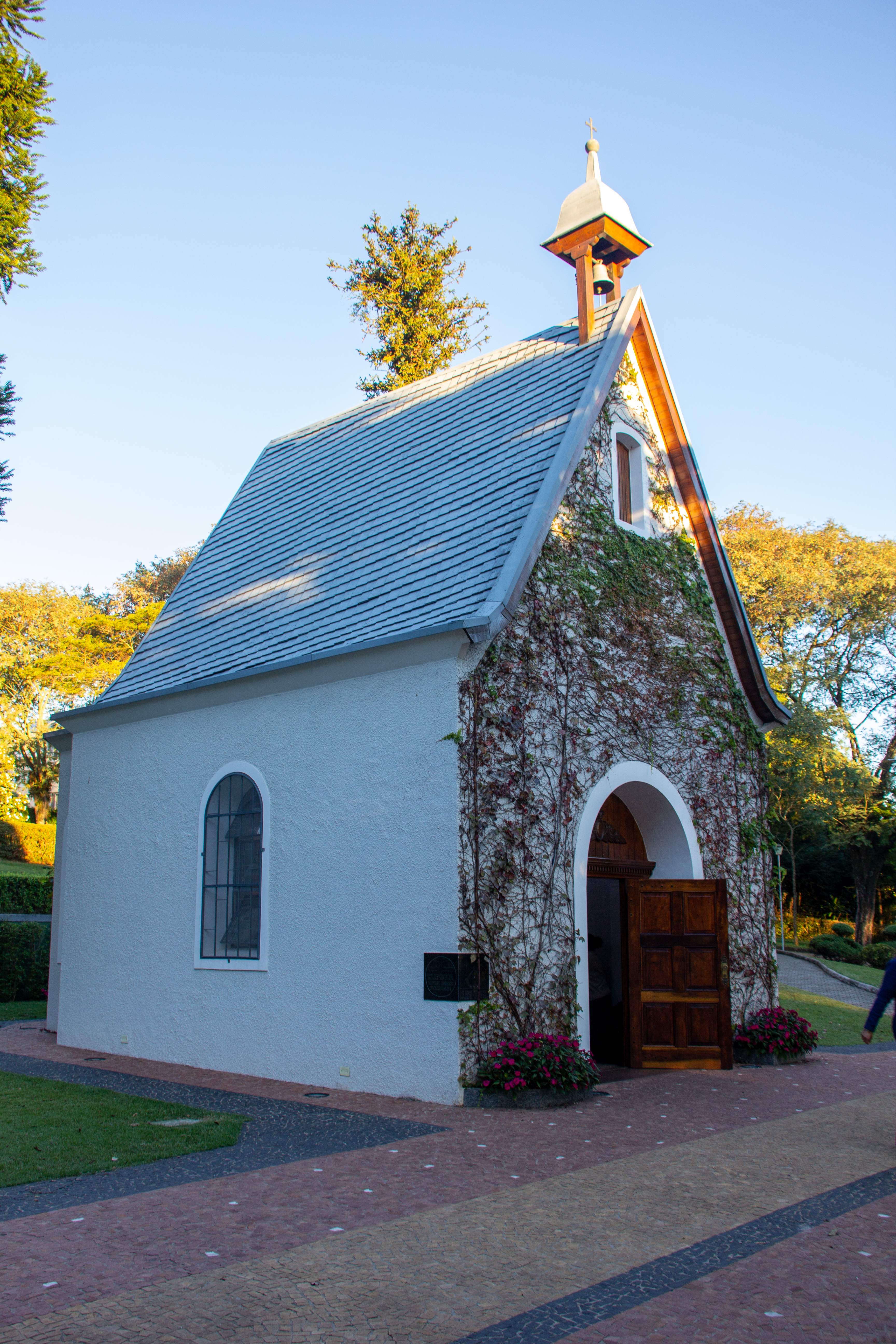
Santuario de Schoenstatt, Atibaia, Brasil

Según el sitio web oficial, "El Santuario de Schoenstatt es uno de los lugares de peregrinaje más visitados de la Iglesia Católica con cerca de 15 millones de personas que regularmente se nutren de su torrente de gracias". Schoenstatt también se hace presente a través de la Campaña de la Virgen Peregrina, con alrededor de 30 millones de miembros.

## Espiritualidad

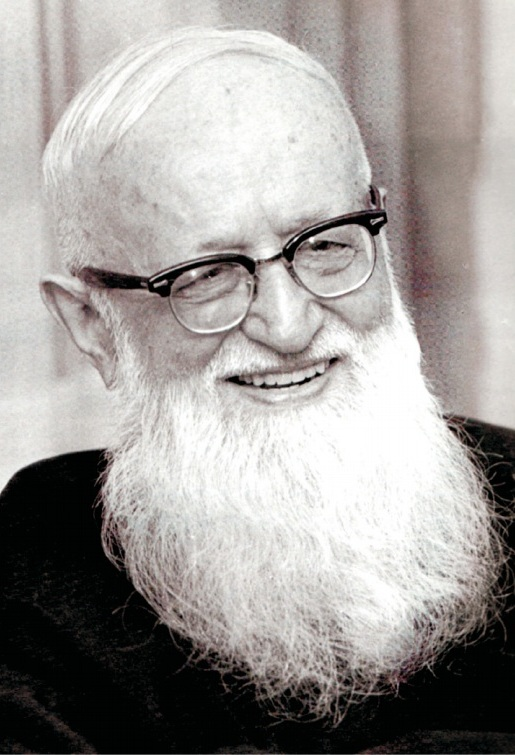
Padre José Kentenich, fundador del Movimiento de Schoenstatt

Los temas centrales en el Movimiento de Schoenstatt están basados en las ideas con las que el P. Kentenich fundó el movimiento en 1914, incluyendo el desarrollo de la personalidad cristiana, orientación hacia los ideales, y comunidad.
“[Schoenstatt] desea ser entendido como una visión universal que comprende el tiempo y la eternidad, este mundo y el siguiente, la economía, las necesidades sociales, éticas, políticas de todas las personas, incluyendo a los marginados, las grandes masas… Quiere ayudar a redimir el mundo no solo de sus sufrimientos terrenos, sino también del pecado y lejanía de Dios. Intenta lograr esto por medio de la guía y escuela de Nuestra Señora aplicando los principios originales del Cristianismo en una nueva forma para restaurar la alterada relación entre la persona individual y la sociedad, la persona y el negocio, la persona y la tecnología, y la persona y el progreso social”. - José Kentenich

### Dimensiones de la espiritualidad

#### Alianza de Amor

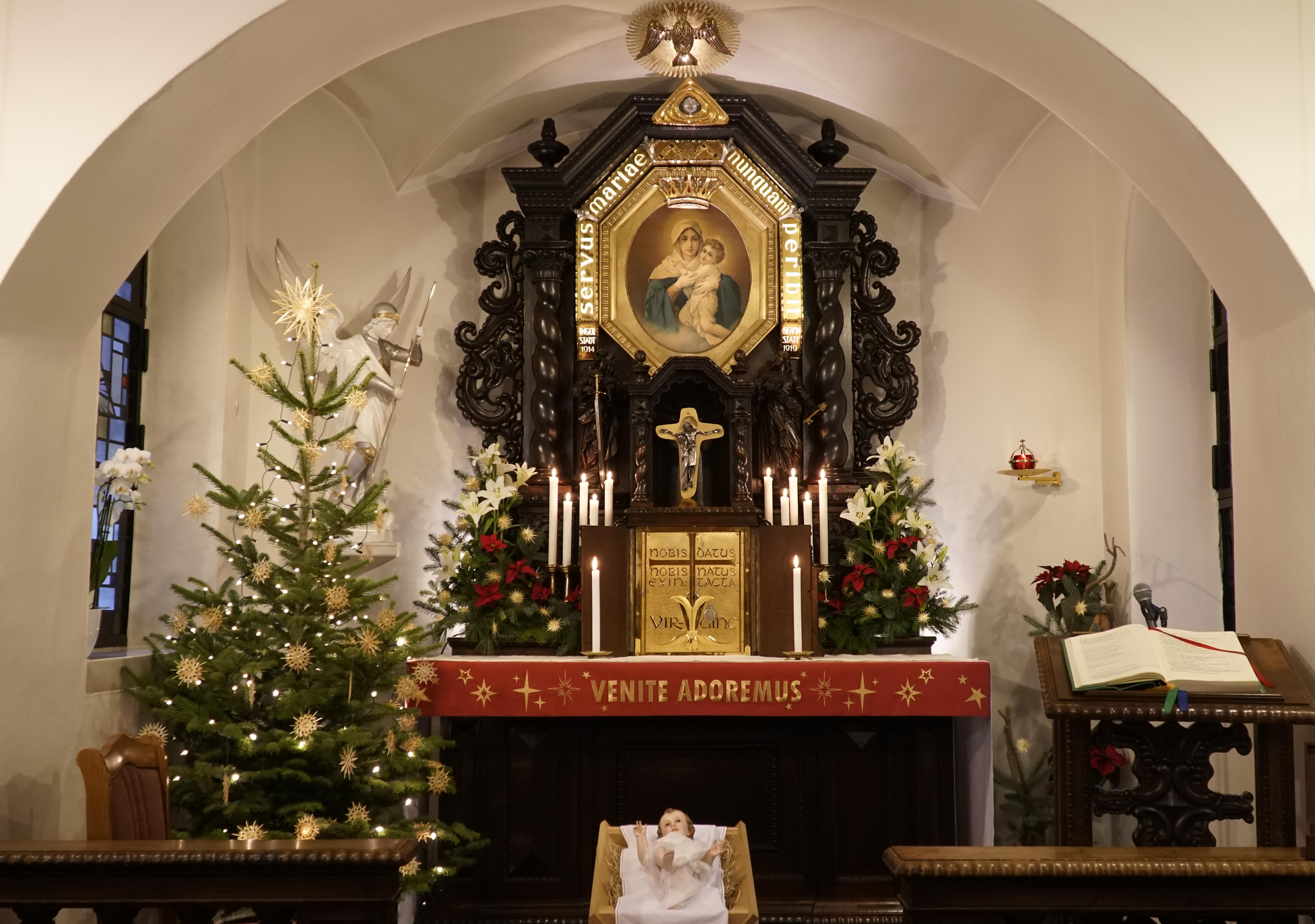
El Santuario Original de Schoenstatt en Nochebuena

El Movimiento describe la Alianza de Amor como "un acto de consagración (como individuo o comunidad) a María como la Madre Tres Veces Admirable de Schoenstatt", y es una forma reconocida de consagración mariana en la Iglesia Católica. Para las personas que han sellado la Alianza de Amor, este acto de consagración conduce a una relación más profunda con María, la Madre de Dios.
El acto fundacional de Schoenstatt en 1914 es el momento en que Kentenich y la generación fundadora ofrecieron su lucha por la santidad para que María viniera a morar en su capilla, el Santuario de Schoenstatt. De este acto original fluye la vida, la identidad y la fecundidad de Schoenstatt.
Según el sitio web oficial, "El padre Kentenich describía las consagraciones marianas como un intercambio completo y mutuo de corazones, bienes e intereses. A través de este intercambio, la persona crece en el amor, en su vida espiritual, y en la capacidad de cumplir con su misión. En la experiencia católica, Maria ha demostrado ser una compañera excepcional, conduciendo personas y naciones, comunidades y generaciones hacia un fervor más profundo de amor y compromiso a Cristo y al Dios Trinitario."

#### Instrumentalidad
La Alianza de Amor con María implica un "Nada sin ti, nada sin nosotros", lo que significa que quien sella la Alianza se pone a disposición de María para ser su instrumento, llevando renovación a la familia, al trabajo y a la sociedad. Una de las gracias especiales del Santuario de Schoenstatt es la del envío apostólico, la que invita a llevar las gracias de María al mundo.

#### Santidad de la Vida Diaria
En Schoenstatt, el llamado de la vocación cristiana a la santidad se entiende como la santidad de la vida diaria (o laboral), es decir, la integración de la fe con todos los aspectos de la vida cotidiana.

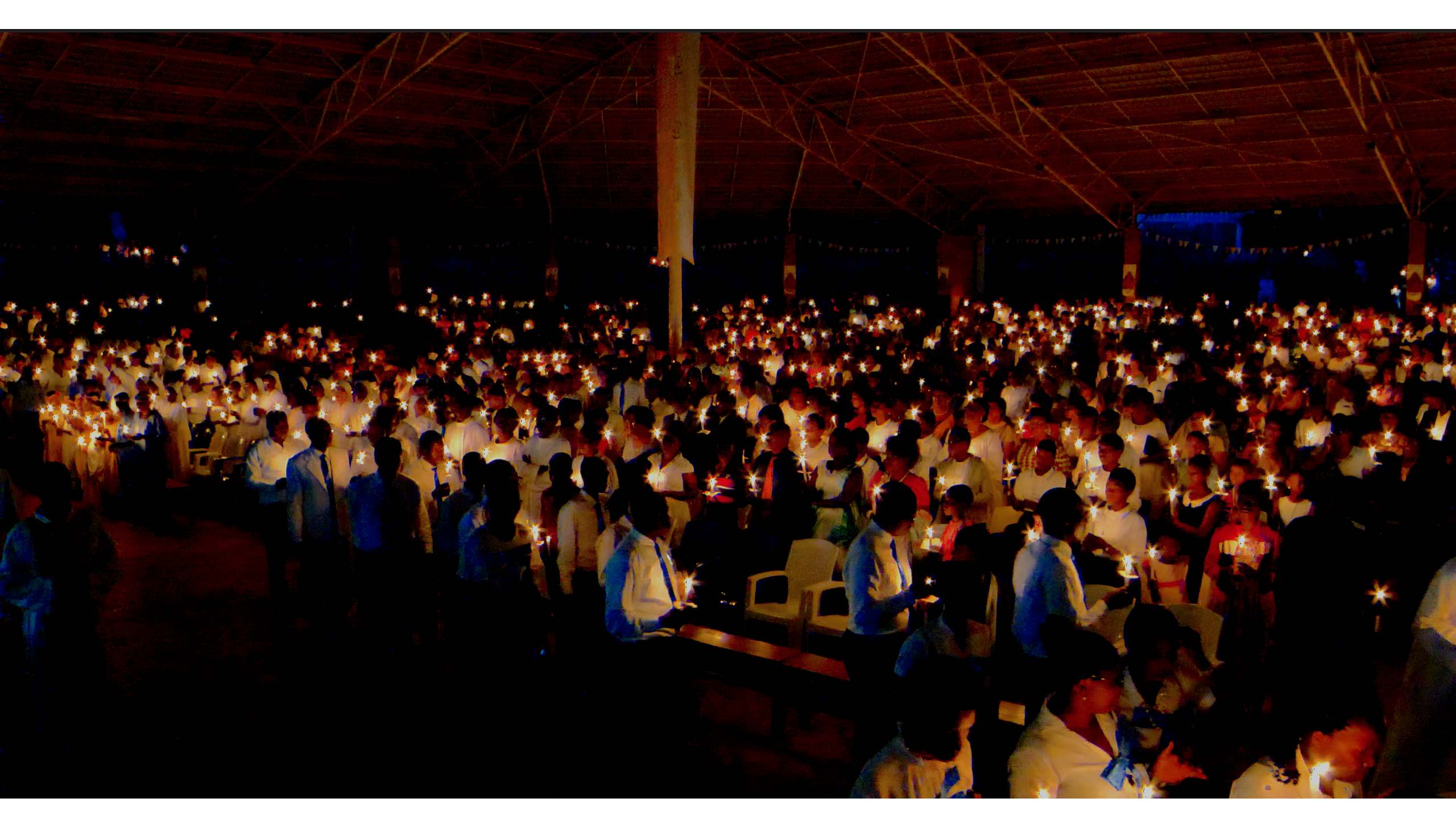
Misa de la Vigilia Pascual del Movimiento de Schoenstatt en Mutumbra, Burundi

El Movimiento de Schoenstatt describe la santidad de la vida diaria como "cumplir los deberes ordinarios de manera extraordinaria (ordinaria extraordinarie)” o como “cumplir los deberes del propio estado de vida de la manera más perfecta posible por un amor total a Dios."  El P. Kentenich desarrolló su definición más completa en 1932:
“La santidad de la vida diaria se define como la armonía querida por Dios y cargada de afecto entre la vinculación a Dios, a las personas, a las cosas y al trabajo en todas las circunstancias de la vida."
La santidad cotidiana está atenta, por tanto, a no descuidar a Dios por el mundo, ni a la familia por el apostolado, ni al prójimo por el trabajo, ni a los deberes de la vida por Dios. [...] La santidad de la vida diaria también busca integrar el trabajo, la oración y el sufrimiento." En este contexto, Schoenstatt entiende el trabajo "como la participación del hombre en la actividad creadora de Dios, la oración como diálogo de amor con Dios y el sufrimiento como parte crucial de la vocación cristiana.”

### Elementos de la espiritualidad de Schoenstatt

#### Devoción Mariana
Desde su fundación en 1914, el amor a María ha estado en el corazón del Movimiento de Schoenstatt y su espiritualidad. Según el sitio web oficial, "Schoenstatt es profunda y devotamente Mariano y ha experimentado repetidamente cómo el amor a María abre nuevas vías para una relación vibrante con Cristo, con el Espíritu Santo y con Dios Padre, y con una renovación del amor al prójimo y a uno mismo. [...] En el Santuario de Schoenstatt, la Madre de Dios actúa como Madre y educadora de todos los que se confían a ella. Ella ayuda a formar al nuevo hombre en la nueva comunidad."
"Una auténtica espiritualidad mariana conduce a un profundo amor a la Iglesia". -Papa Juan Pablo II a la Familia de Schoenstatt (20 de septiembre de 1985)

#### Santuario

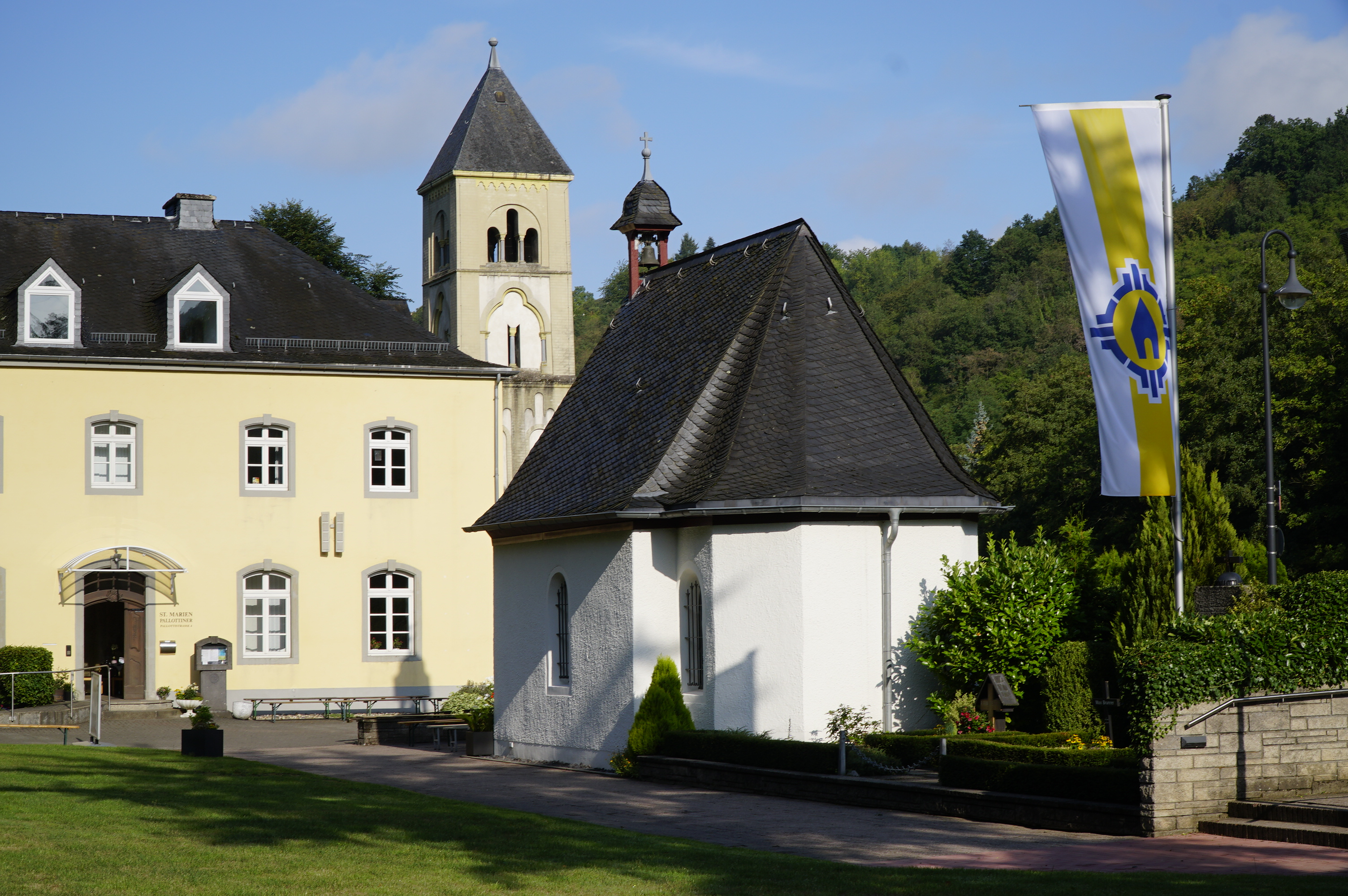
El Santuario Original de Schoenstatt en Vallendar, Alemania

Para Schoenstatt el santuario es un lugar de gracias y de peregrinación, “un lugar particular donde Dios muestra su presencia y acción de manera especial a través de María”. Desde la primera Alianza de Amor sellada por el Padre Kentenich y los primeros congregantes en 1914, millones de personas han reconocido con frecuencia que es un lugar de gracias.
Según la página web oficial, “Schoenstatt fue fundado en un acto de invitación: los aliados terrenales ofrecieron su lucha por la santidad, pidiendo a María, la aliada celestial, que a cambio se establezca y more en el santuario como madre y educadora.”
Lo que ahora se conoce como el Santuario Original de Schoenstatt solía ser una capilla dedicada a San Miguel, localizada cerca del colegio de los Palotinos donde el P. Kentenich se desempeñaba como director espiritual en Vallendar, Alemania. Desde entonces, se han construido más de 200 santuarios filiales, es decir, réplicas del Santuario Original, en todo el mundo. 

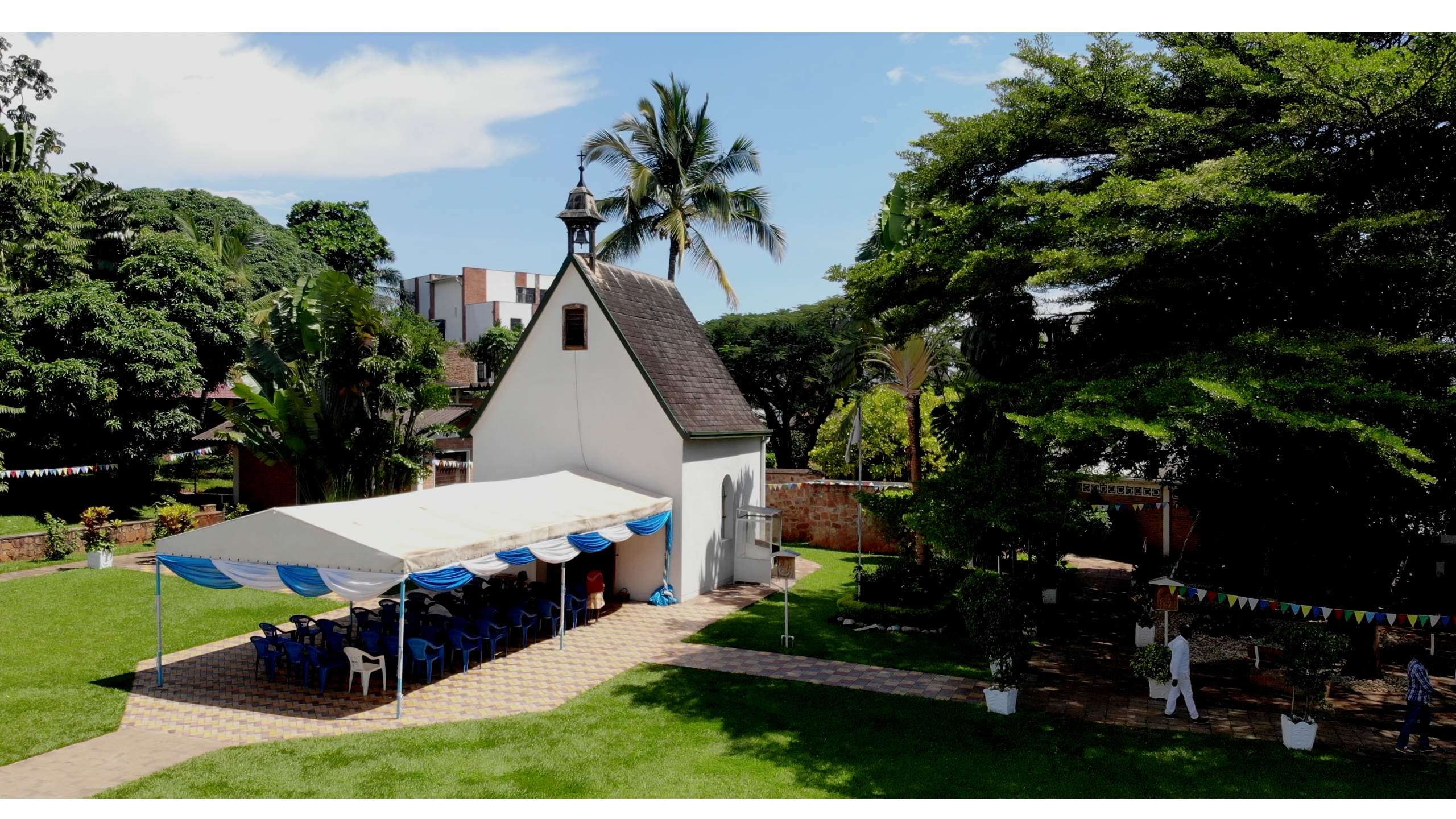
Santuario de Schoenstatt Mutumbra, Burundi, África

Estos santuarios sirven como centro de las comunidades del Movimiento de Schoenstatt. Desde allí, peregrinos y miembros del Movimiento reciben las tres gracias del santuario:
1. La gracia del cobijamiento - es “saberse amado totalmente y acogido en el corazón de María y en su santuario.”
2. La gracia de la transformación interior - “es el fruto de la intercesión de María como educadora en el santuario, ya que ella nos motiva a convertirnos en discípulos de Cristo, a transformarnos interiormente y educarnos desde dentro.”
3. La gracia de la fecundidad apostólica - Cuando una persona se siente "completamente cobijada y se siente aceptada y profundamente transformada [es decir, ha recibido las dos primeras gracias del Santuario de Schoenstatt], puede ser más plenamente eficaz como instrumento de Dios."[20]

#### Capital de Gracias
La enseñanza de la Iglesia Católica sobre los méritos y "nuestra posibilidad de cooperar en la obra de salvación de Cristo nos anima a esforzarnos activamente por la santidad y estar disponibles para la construcción del Reino de Cristo". En el Movimiento de Schoenstatt, una forma única de expresar esto es: contribuciones al capital de gracias. El Movimiento describe estas contribuciones como resultado de la Alianza de Amor con María, donde los miembros llevan conscientemente "oraciones, sacrificios y esfuerzos por la santidad y [ponen] los méritos de estas buenas obras a disposición de la MTA para su misión al servicio de Cristo."

#### Fe práctica en la Divina Providencia

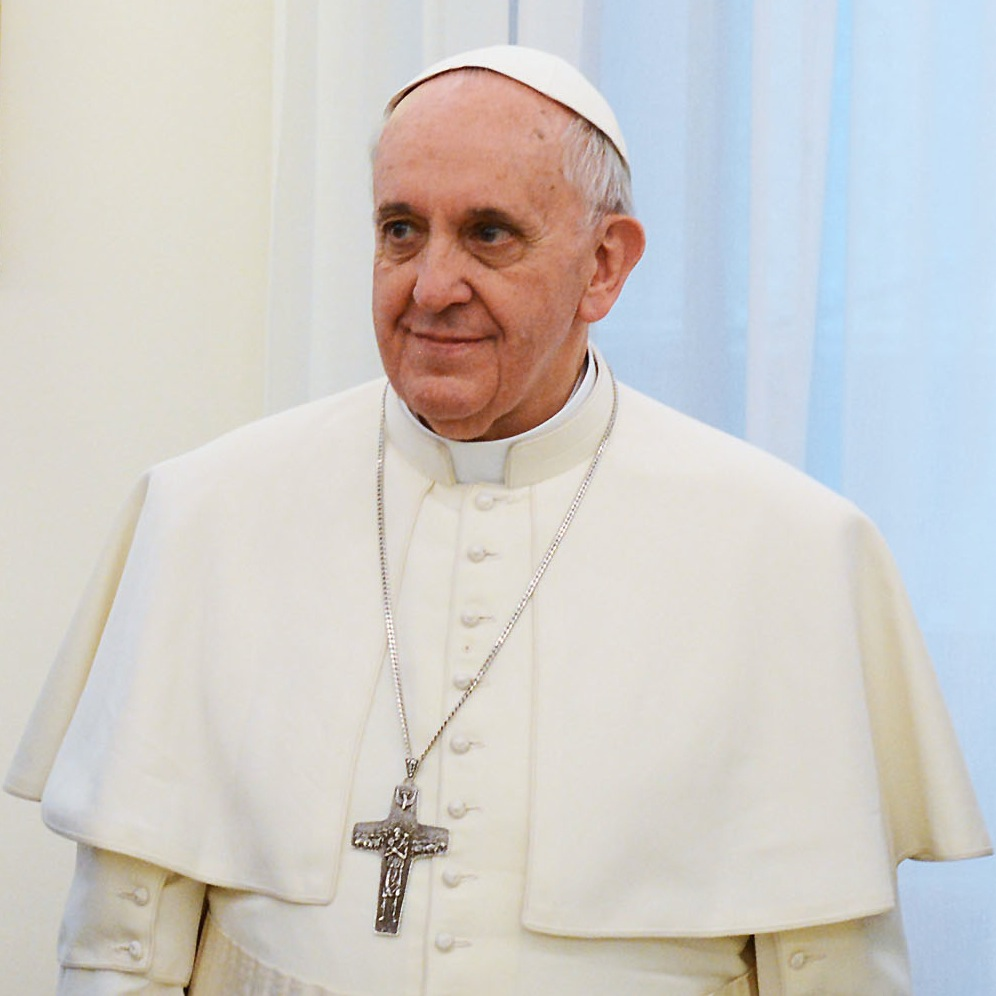
Papa Francisco

En Schoenstatt, la fe práctica en la divina Providencia es “una fe en Dios y su amor cariñoso, que se ha vuelto parte de la vida práctica de cada día” y posee la forma de “un mensaje de confiar en el cuidado de Dios, de un constante diálogo con el Dios de la vida e historia y buscar activamente su voluntad."

En esta fe práctica, uno busca descubrir el mensaje de Dios detrás de cada circunstancia. Además, se busca vivir la alianza con Dios en un diálogo continuo de oración y acción. En Schoenstatt, discernir la voz de Dios implica "estar atento a los eventos que nos rodean, tanto en gran escala (Iglesia y mundo) y en la pequeña (personal y la vida familiar). Una forma de hacer esto son los métodos de meditación de Schoenstatt.
"El P. Kentenich lo expresaba muy bien cuando decía que había que estar «con el oído en el corazón de Dios y la mano en el pulso del tiempo». Aquí están los dos pilares de una auténtica vida espiritual." -Papa Francisco dirigiéndose a los Padres de Schoenstatt (3 de septiembre de 2015)

## Vida de Schoenstatt
Podemos resumir en cinco puntos la vida de Schoenstatt:

### Iglesia
Como movimiento de renovación dentro de la Iglesia Católica, "ve como su tarea principal su cercanía con la Iglesia local y universal, para poder fructificar a la Iglesia con su carisma y al mismo tiempo dejarse fecundar por ella." El Movimiento de Schoenstatt trabaja con parroquias, diócesis, otras comunidades, laicos, matrimonios y funcionarios públicos.

### Educación / Pedagogía
Según el P. Ángel Strada "podemos afirmar que Schoenstatt no tiene una pedagogía, sino que es una pedagogía. Lo pedagógico no es un capítulo más dentro de un conjunto de capítulos, sino que hace a la esencia misma del Movimiento Apostólico de Schoenstatt, definido por su fundador, el P. José Kentenich, como 'Movimiento de educación y educadores'".
El P. Rafael Fernández, discípulo del P. Kentenich y estudioso de su carisma, afirma que "Schoenstatt como Movimiento quiere ser 'un oficial de enlace entre la teoría y la práctica'. Con ello indica que lo que le interesa no es, en primer lugar, la proclamación de la doctrina en sí misma, sino que ésta se encarne y haga vida. Servir desinteresadamente la vida que el educador engendra, por su paternidad-maternal o maternidad-paternal, significa servir la originalidad y peculiaridad ajena; es decir, la vida que Dios ha depositado en cada persona y comunidad. El educador no es dueño de la vida sino sólo un instrumento de Cristo Buen Pastor, y participa como educador de su tarea profética, sacerdotal y pastoral. Para el P. Kentenich contar con educadores educados, que despierten vida no solo con su palabra sino con su ejemplo y por la fuerza de su amor, constituye un imperativo de nuestro tiempo".

### Matrimonio y Familia

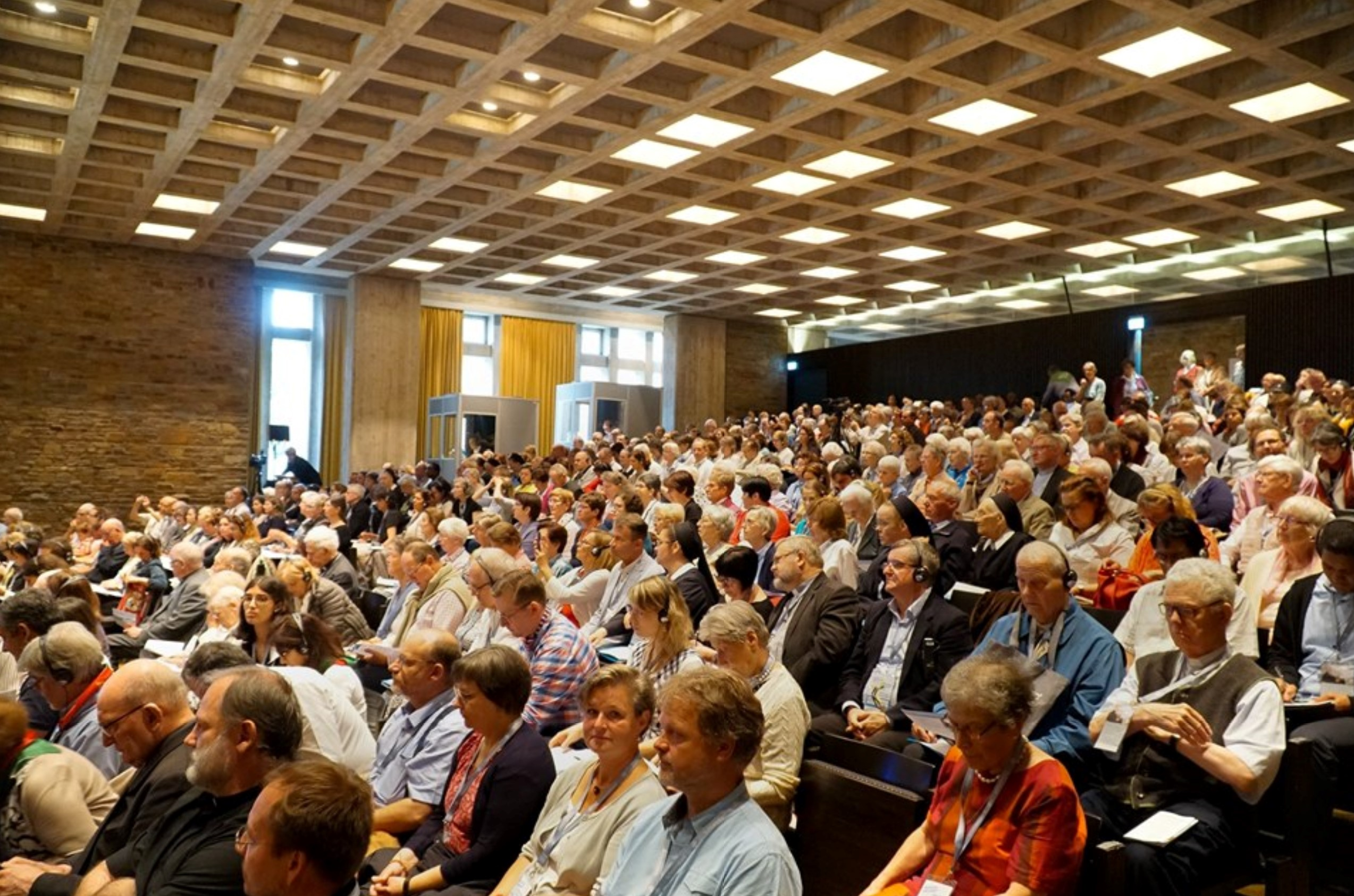
Charla en la Jornada de Hoerde del Movimiento de Schoenstatt en 2019 en Vallendar, Alemania

La vida familiar es esencial para la espiritualidad y la pedagogía del Movimiento de Schoenstatt. En todo el mundo, en los Institutos, Federaciones y Ligas de la Familia, el Movimiento organiza varios retiros, seminarios y encuentros sobre temas relacionados con el matrimonio, la educación y la familia, todos ellos destinados a cultivar las relaciones familiares. En el campo de la formación, los objetivos del Movimiento de Schoenstatt son "fortalecer el desarrollo hacia una personalidad madura, que vive con responsabilidad sus relaciones con el mundo que lo rodea. En definitiva se trata de llegar a descubrir, cultivar y formar el matrimonio como una vocación de vida." 
"Todo lo que se logre en beneficio de la familia mostrará su eficacia más allá de la familia, y funcionará en muchos hombres y mujeres y dentro de la sociedad. El futuro del mundo y de la Iglesia depende de la familia." -Papa Juan Pablo II al Movimiento de Schoenstatt

### Sociedad
El Movimiento de Schoenstatt está activo en las áreas que conciernen al compromiso social, como el "desarrollo de comunidades locales, pastoral carcelaria y hospitalaria, empresa y trabajo, compromiso con la vida, ayuda a niños de la calle, niños abandonados y niños de familias de escasos recursos, compromiso con los enfermos, compromiso con los ancianos, compromiso con los inmigrantes". Son innumerables los proyectos sociales organizados por miembros del Movimiento de Schoenstatt (como los Padres de Schoenstatt, las Hermanas de María, las familias y los voluntarios) que están presentes en todo el mundo y que buscan transmitir "un espíritu social", que consiste en virtudes como "el respeto, la dignidad, irradiar amor, paz, alegría, creer en lo bueno de cada persona, en su misión, su dignidad y su valor como hijo de Dios."

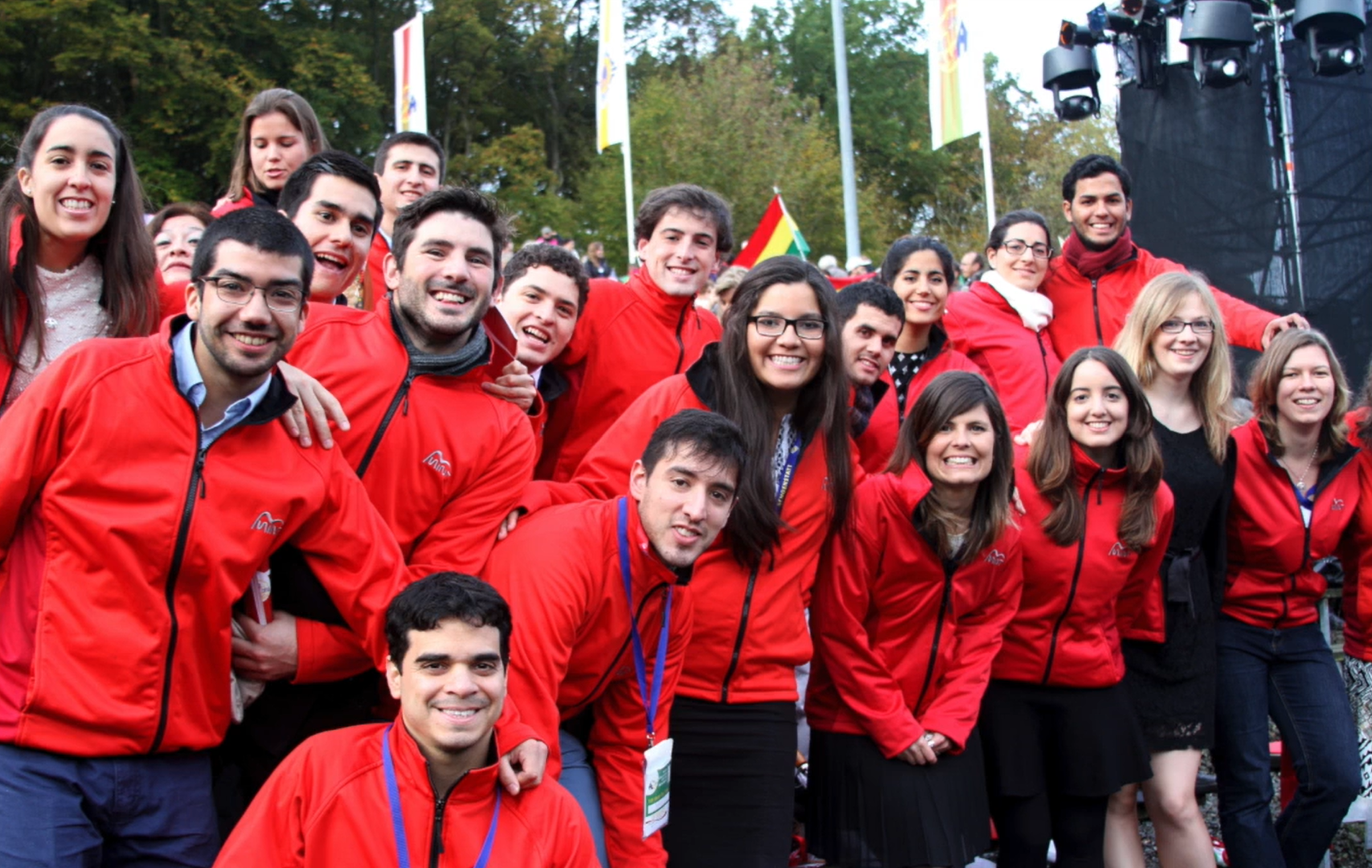
Un grupo de jóvenes schoenstattianos en el Jubileo de los 100 años de Schoenstatt en 2014

### Juventud
El Movimiento de Schoenstatt "acompaña y guía a los jóvenes para afrontar positivamente los desafíos que encuentran en su vida cotidiana. Les ofrece apoyo, orientación, redes sociales, campos de acción creativos, una espiritualidad vivida y un mundo de vínculos. [...] Emplean sus fuerzas físicas, intelectuales y espirituales en la planificación de proyectos para promover mejoras en su ambiente y en hacerlos realidad". La Juventud de Schoenstatt organiza retiros y campamentos en todo el mundo, celebra fiestas religiosas, peregrinaciones, misiones universitarias, escolares y familiares, y se compromete en obras de solidaridad.
Entre estas iniciativas destaca el proyecto universitario de Misión País, en el cual, un grupo de misioneros se van a pueblos de diferentes países con "La Mater" para evangelizar y expandir la fe. Durante una semana vistan colegios, residencias, hacen "puerta a puerta" y se ponen a disposición de las parroquias. El proyecto está presente en países como España, Cuba o Chile.

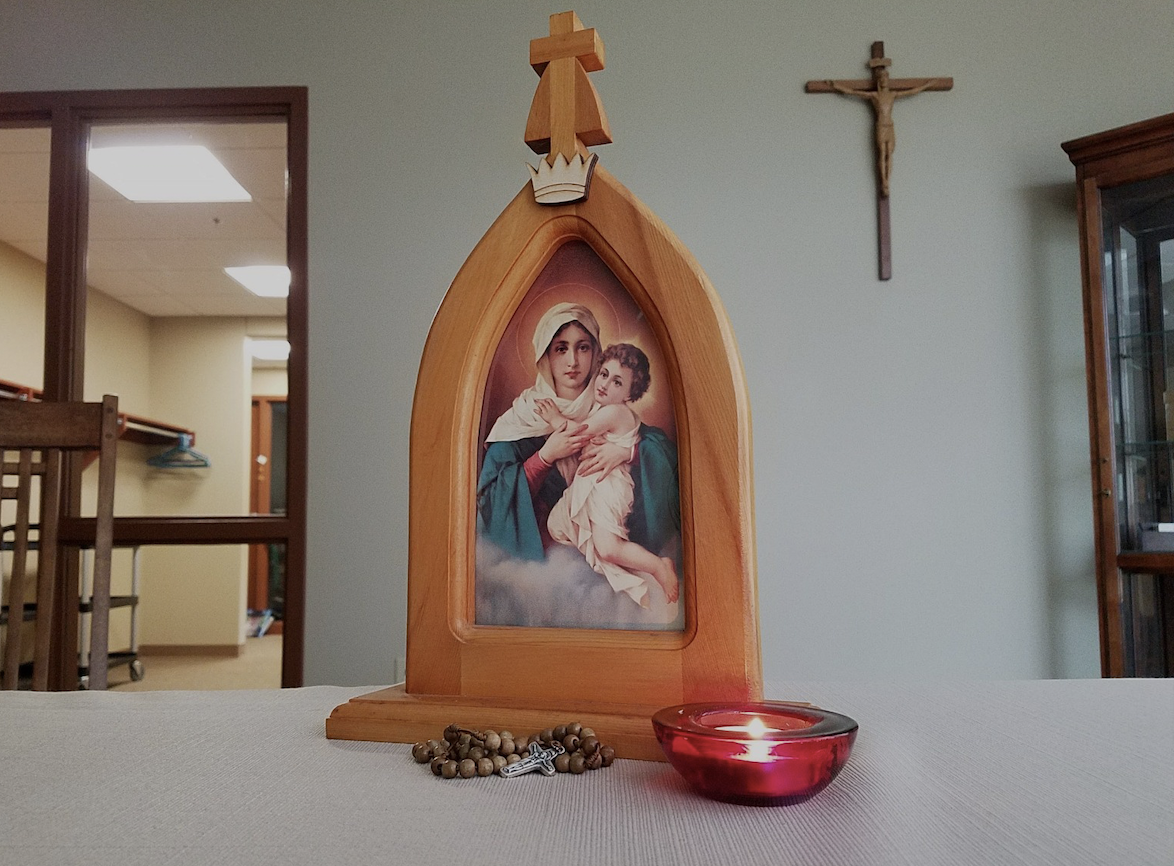
La Virgen Peregrina del Movimiento de Schoenstatt, usada para evangelizar en todo el mundo. Imágenes como esta han sido tomadas por misioneros a millones de personas.

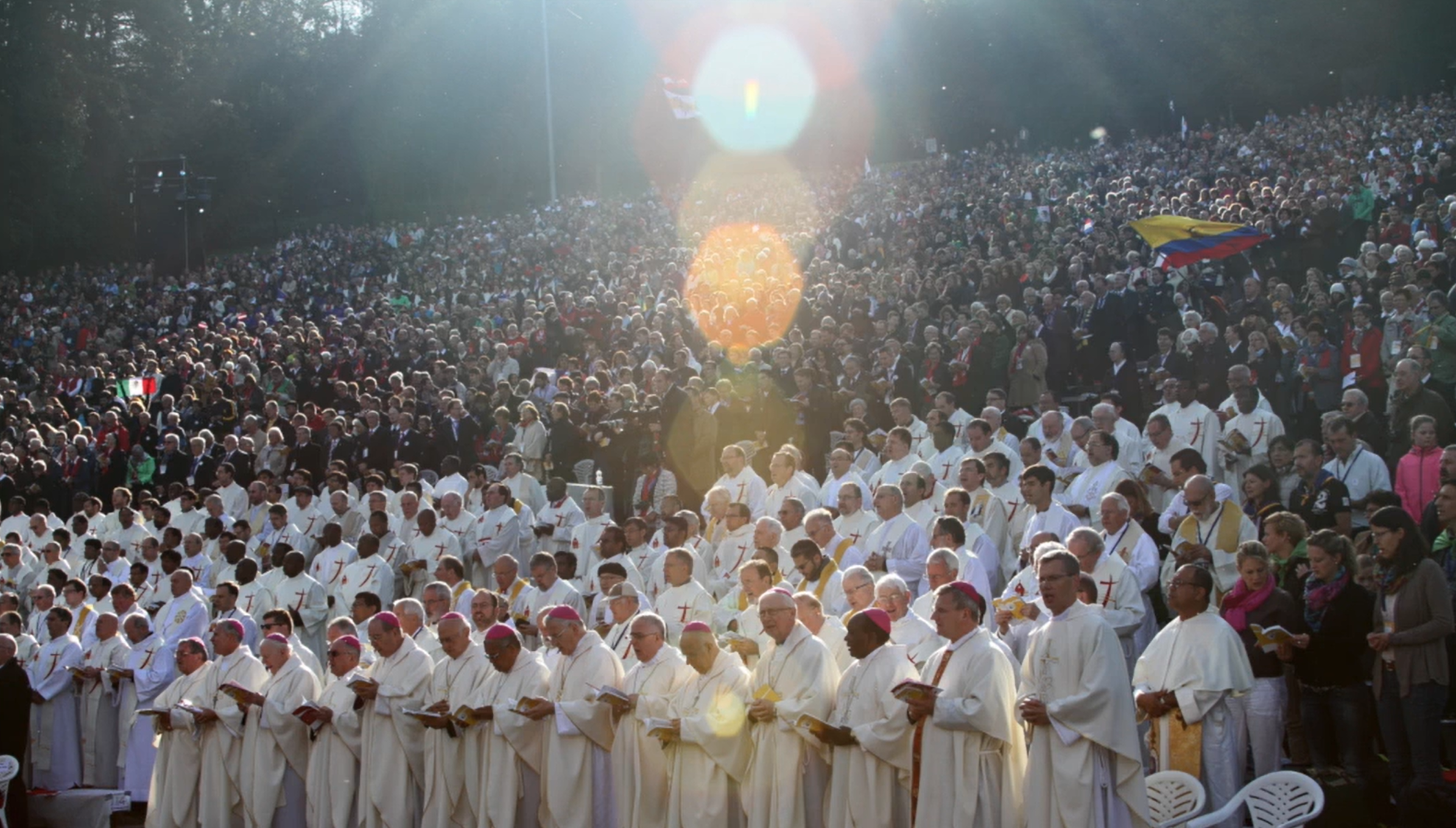
Sacerdotes, obispos y unos 12.000 peregrinos presentes en la celebración del Jubileo de los 100 años de Schoenstatt en 2014

## Jubileo de los 100 años de Schoenstatt
El 18 de octubre de 2014 el Movimiento de Schoenstatt celebró los 100 años de su fundación. Según la página web oficial del Jubileo de 2014, "este jubileo es una acción de gracias por una historia ricamente bendecida. Marca la efusión del Movimiento de Schoenstatt en una nueva era, guiado por la gracia de sus comienzos, y puede resumirse con la expresión: alianza de amor."
Alrededor de 12.000 peregrinos de 100 países se reunieron en Schoenstatt, Alemania, para celebraciones y festividades de una semana. Desde allí, los miembros fueron en peregrinación a Roma, donde tuvieron una Audiencia General con el papa Francisco el 25 de octubre de 2014. Estas celebraciones y la Audiencia General con el Papa fueron transmitidas en vivo a cientos de miles de personas en todo el mundo que celebraron y se reunieron en sus santuarios de Schoenstatt locales.

## Miembros propuestos para la canonización
Siervo de Dios P. José Kentenich (1885-1968), alemán
Fundador del Movimiento de Schoenstatt.
Beato Karl Leisner (1915-1945), sacerdote y mártir alemán

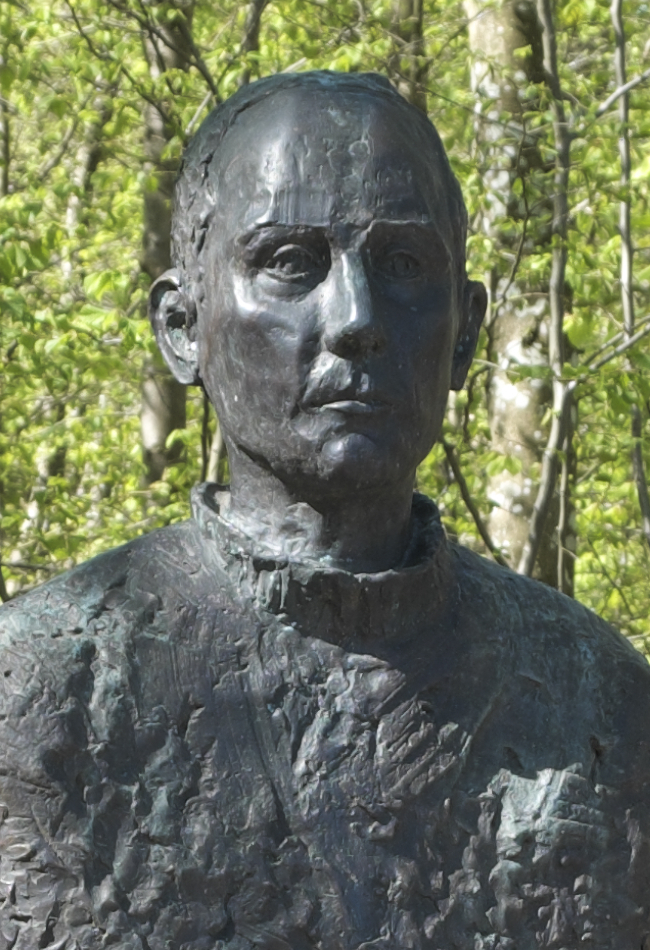
Beato Karl Leisner

Murió de tuberculosis después de ser liberado del campo de concentración de Dachau. Fue declarado mártir y beatificado por el papa Juan Pablo II el 23 de junio de 1996.
Beato Gerhard Hirschfelder (1907-1942), sacerdote y mártir alemán
Fue un crítico vocal del nazismo, y por lo tanto fue encarcelado por el régimen nazi en el campo de concentración de Dachau, donde se encontró con el Movimiento de Schoenstatt. Murió de hambre y neumonía en 1942.
Beato Alois Andritzki (1914 - 1943) sacerdote y mártir
Fue un sacerdote diocesano alemán. Fue enviado al campo de concentración de Dachau por ser crítico del régimen nazi. Allí participó en el primer grupo de sacerdotes schoenstattianos. Cuando se enfermó, fue asesinado por inyección letal. Fue beatificado el 13 de junio de 2011 por Benedicto XVI.
Venerable Emilie Engel (1983-1955), alemana, Hermana de María de Schoenstatt
Fue una de las primeras Hermanas de María de Schoenstatt, Instituto fundado en 1926. Sufrió una infancia traumática, y a través de su encuentro con Schoenstatt y el Padre Kentenich, "su ansiedad se transformó en paz y pasión por una misión". Murió en 1955 como resultado de las complicaciones de una grave enfermedad y una incapacidad que duró décadas.
Venerable Mario Hiriart (1931-1964), chileno
Formó parte del Instituto de los Hermanos de María y dedicó su vida a la formación espiritual y al crecimiento del Movimiento de Schoenstatt. Murió de cáncer terminal a la edad de 32 años.

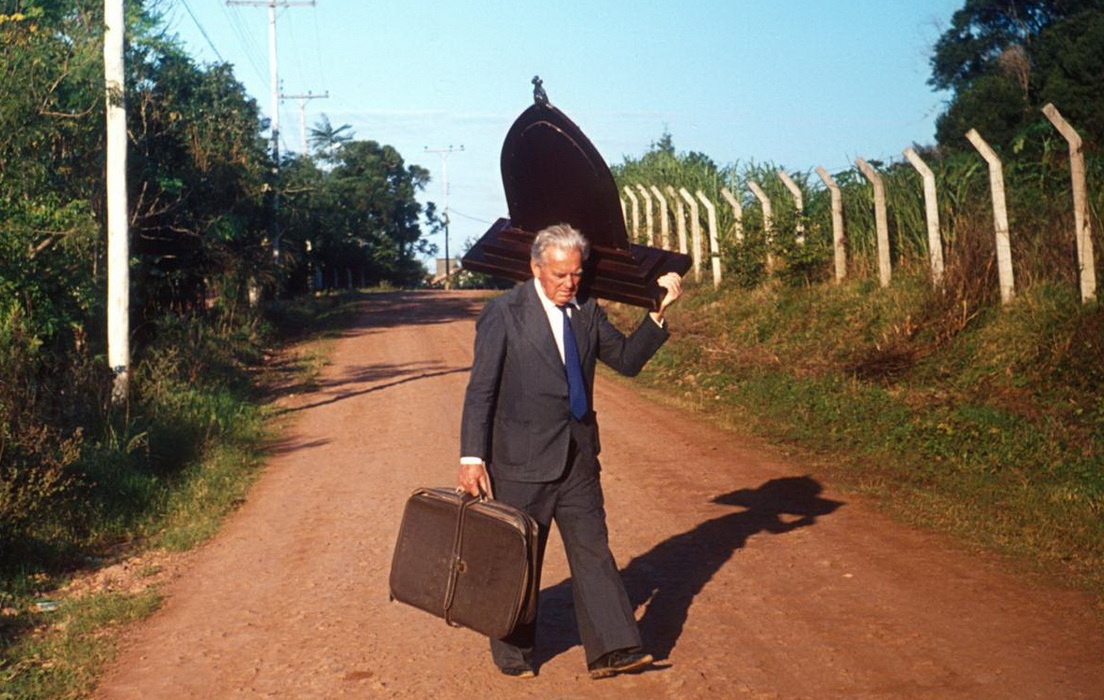
Don Joao de Pozzobon, fundador del Apostolado de la Virgen Peregrina, llevando una imagen de la MTA (Madre Tres Veces Admirable).

Siervo de Dios João Pozzobon (1904-1985), diácono brasileño
Fue el fundador del Apostolado de la Virgen Peregrina (también conocido como Campaña de la Virgen Peregrina o Campaña del Rosario). En 1950 se le confió una réplica de la imagen de la Mater Ter Admirabilis, para que pudiera evangelizar y rezar el rosario con las familias. Con esta imagen de la Virgen Peregrina de Schoenstatt (con un peso de 11 kg), Don Joao Pozzobon visitó escuelas, prisiones, hospitales y hogares, recorriendo más de 140.000 km en sus casi 40 años de apostolado. Se hicieron copias de la imagen peregrina de Pozzobon, en un tamaño más pequeño, y ahora se han usado en todo el mundo para evangelizar a millones de personas a través de lo que ahora se conoce como el Apostolado de la Virgen Peregrina.
Siervo de Dios José Engling (1898-1918), alemán
Era un joven seminarista de los primeros tiempos del Movimiento de Schoenstatt y fue enviado al campo de batalla durante la Primera Guerra Mundial. En Cambrai, Francia, se sacrificó por otros soldados para llevarles comida y murió a causa de una granada detonante. En Schoenstatt, José Engling es visto como un ejemplo de "santidad heroica”.
Siervo de Dios Franz Reinisch (1903-1942), sacerdote y mártir alemán

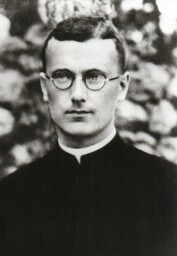
Siervo de Dios Franz Reinisch

Por negarse a prestar el juramento de lealtad a Hitler, el P. Franz Reinisch, un sacerdote schoenstattiano, fue ejecutado por decapitación por el régimen nazi.
Sierva de Dios Gertraud von Bullion (1891-1930), alemana
Visitó Schoenstatt en 1919 y en diciembre de 1920 selló su consagración. Este acto se considera la fundación de la Federación de Mujeres y el comienzo de las comunidades femeninas en Schoenstatt. En 1921 se enfermó de tuberculosis, lo que la llevó a la muerte en 1930.
Siervo de Dios P. Hernán Alessandri Morandé (1935-2007), sacerdote chileno
En 1983, fundó la Corporación Caritativa María Ayuda, que se ocupaba de los niños abandonados en las calles. Actualmente la Corporación María Ayuda cuenta con "20 programas sociales en todo el país, donde se albergan alrededor de 1700 niños y adolescentes que han sufrido violaciones a sus derechos".

### Políticos
- Rodrigo Álvarez Zenteno, exministro de energía chileno.
- Pedro Fadul, político paraguayo.
- Sebastián Villarejo, político paraguayo
- Cristián Larroulet, economista, exministro secretario general de la Presidencia chileno.
- Ernesto Silva Méndez, político chileno.
- José Antonio Kast, político chileno.
- Hugo Cáceres, ministro de la Unidad de Gestión y vocero de la Presidencia del Paraguay.

## Obispos del Movimiento de Schoenstatt
Cardenal Francisco Javier Errázuriz Ossa, arzobispo de Santiago desde 1998 hasta 2010. Es cardenal desde 2001, fue miembro del Consejo de Asesores Cardenales del papa Francisco desde su creación en 2013 hasta 2018, y fue presidente del CELAM, Consejo Episcopal Latinoamericano, de 2003 a 2007. Fue presidente de la Quinta Conferencia General del Consejo Episcopal Latinoamericano en Aparecida (Brasil), del 13 al 31 de mayo de 2007. Es miembro del Instituto Secular de los Padres de Schoenstatt.
Arzobispo Ignazio Sanna, Presidente emérito de la Academia Pontificia de Teología. Es miembro del Instituto de Sacerdotes Diocesanos de Schoenstatt. Fue presidente de la Academia desde el 3 de junio de 2019 al 6 de agosto de 2022.

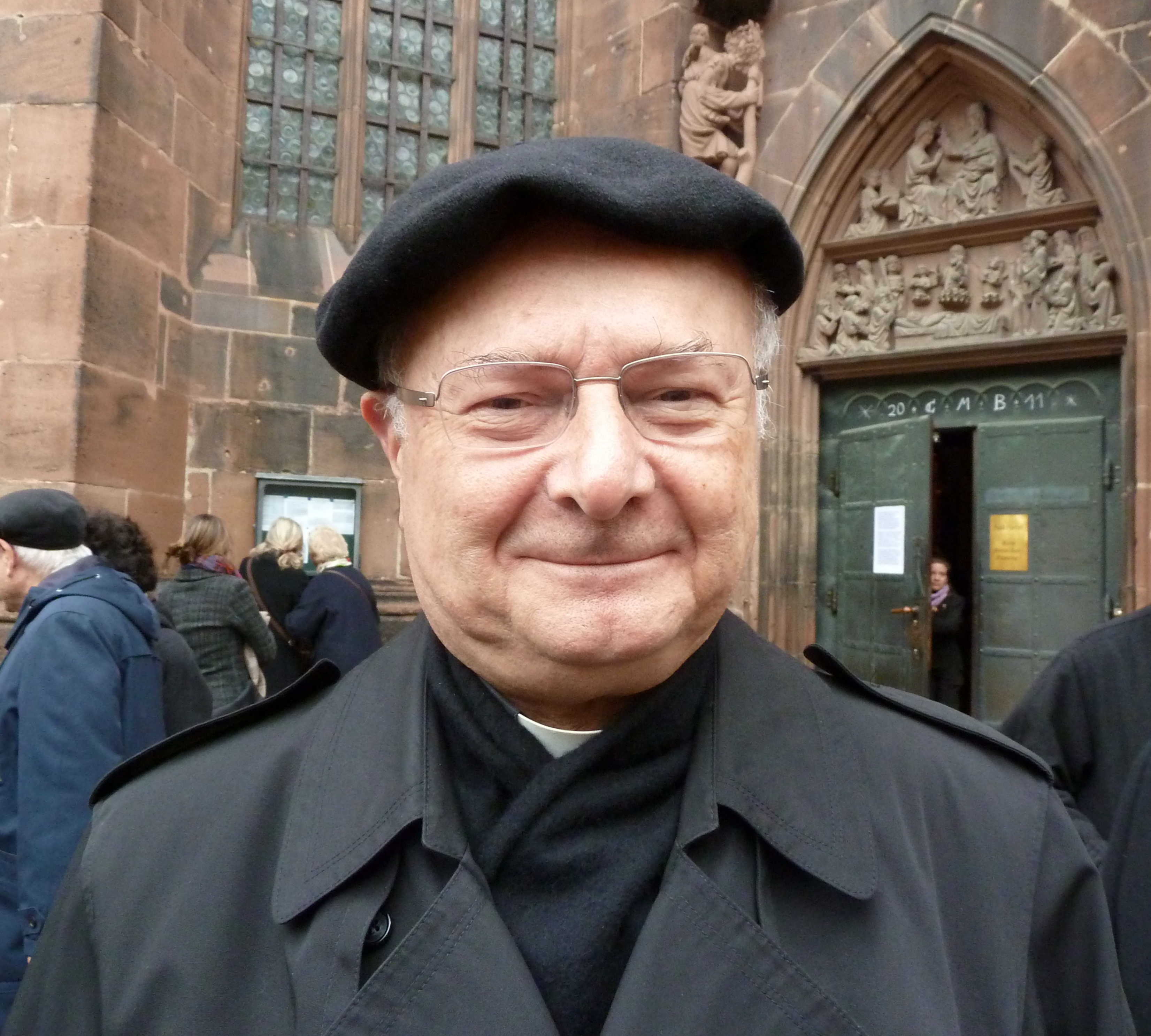
Robert Zollitsch, expresidente de la Conferencia Episcopal Alemana

Arzobispo Robert Zollitsch, arzobispo de Friburgo de Brisgovia de 2003 a 2013. Presidente de la Conferencia Episcopal Alemana de 2008 a 2014. Es miembro del Instituto de Sacerdotes Diocesanos de Schoenstatt.
Mons. Rafael Bernaski, obispo de Blumenau, Brasil. Es miembro de la Federación de Sacerdotes de Schoenstatt.
Mons. Francisco Pistilli Scorzara, obispo de Encarnación, Paraguay. Es miembro del Instituto Secular de los Padres de Schoenstatt.
Mons. Andrés Napoleón Romero Cárdenas, obispo de Barahona, República Dominicana. Es miembro del Instituto de Sacerdotes Diocesanos de Schoenstatt.
Mons. Reinaldo Nann, obispo de Caravelí, Perú. Es miembro del Instituto de Sacerdotes Diocesanos de Schoenstatt.
Obispo Nicolás Nadji Bab, obispo de Lai, Chad. Es miembro de la Federación de Sacerdotes de Schoenstatt.
Mons. Giovani Edgar Arana, obispo de El Alto, Bolivia. Es miembro de la Federación de Sacerdotes de Schoenstatt.
Mons. Ramón Benito Ángeles Fernández, obispo auxiliar de Santo Domingo, República Dominicana. Es miembro del Instituto de Sacerdotes Diocesanos de Schoenstatt.
Mons. Manuel Camilo Vial Risopatrón, obispo de Temuco, Chile, de 2001 a 2013. Es miembro del Instituto Secular de los Padres de Schoenstatt.
Mons. Jorge González, obispo auxiliar de La Plata, Argentina. Es miembro de la Federación de Sacerdotes de Schoenstatt.
Mons. Basilio Mamani Quispe, obispo auxiliar de La Paz, Bolivia. Es miembro de la Federación de Sacerdotes de Schoenstatt.
Mons. Claudio Giménez, obispo emérito de Caacupé, Paraguay, expresidente de la Conferencia Episcopal de Paraguay. Es miembro del Instituto Secular de los Padres de Schoenstatt.
Mons. Dr. Fausto Ramón Mejía Vallejo, obispo emérito de San Francisco de Macorís, República Dominicana. Es miembro del Instituto de Sacerdotes Diocesanos de Schoenstatt.
Mons. Ernesto Fernández, obispo auxiliar de Rosario, Argentina. Es miembro del Instituto de Sacerdotes Diocesanos de Schoenstatt.

## Santuarios de Schoenstatt por país
El Santuario de Schoenstatt es el centro de una comunidad schoenstattiana en una determinada región (hay 207 en todo el mundo). Además, el Apostolado de la Virgen Peregrina de Schoenstatt ha llegado a millones de personas en más de 110 países de todo el mundo. Algunos de los países en los que se encuentra el Movimiento de Schoenstatt:
| Bandera                            | País                 | Número de Santuarios de Schoenstatt | Sitio de internet                            |
| ---------------------------------- | -------------------- | ----------------------------------- | -------------------------------------------- |
| Bandera de Argentina               | Argentina            | 20                                  | https://www.schoenstatt.org.ar/              |
| Bandera de Australia               | Australia            | 3                                   | https://schoenstatt.org.au/                  |
| Bandera de Austria                 | Austria              | 1                                   | https://www.schoenstatt.at/                  |
| Bandera de Bélgica                 | Bélgica              |                                     |                                              |
| Bandera de Bolivia                 | Bolivia              | 2                                   | http://www.schoenstattbolivia.com/santuario/ |
| Bandera de Brasil                  | Brasil               | 23                                  | https://schoenstatt.org.br/                  |
| Bandera de Burundi                 | Burundi              | 2                                   |                                              |
| Bandera de Canadá                  | Canadá               |                                     |                                              |
| Bandera de Chad                    | Chad                 |                                     |                                              |
| Bandera de Chile                   | Chile                | 25                                  | http://www.schoenstatt.cl/                   |
| Bandera de Colombia                | Colombia             | 2                                   |                                              |
| Bandera de República del Congo     | Congo                |                                     |                                              |
| Bandera de Costa Rica              | Costa Rica           | 1                                   | https://www.schoenstattcostarica.org/        |
| Bandera de Croacia                 | Croacia              | 2                                   | http://www.hso.hr/                           |
| Bandera de Cuba                    | Cuba                 |                                     |                                              |
| Bandera de República Checa         | República Checa      | 1                                   |                                              |
| Bandera de la República Dominicana | República Dominicana | 2                                   |                                              |
| Bandera de Ecuador                 | Ecuador              | 4                                   | http://schoenstatt.ec/                       |
| Bandera de El Salvador             | El Salvador          |                                     |                                              |
| Bandera de Francia                 | Francia              | 1                                   |                                              |
| Bandera de Alemania                | Alemania             | 56                                  | https://www.schoenstatt.de/de/               |
| Bandera de Guatemala               | Guatemala            |                                     |                                              |
| Bandera de Honduras                | Honduras             |                                     |                                              |
| Bandera de Hong Kong               | Hong Kong            |                                     |                                              |
| Bandera de Hungría                 | Hungría              | 1                                   | http://schoenstatt.hu/                       |
| Bandera de la India                | India                | 6                                   | https://www.schoenstatt-fathers.in/          |
| Bandera de Italia                  | Italia               | 2                                   | https://www.roma-belmonte.info/en/           |
| Bandera de Lituania                | Lituania             |                                     |                                              |
| Bandera de Luxemburgo              | Luxemburgo           |                                     |                                              |
| Bandera de México                  | México               | 6                                   | http://www.schoenstatt.mx/                   |
| Bandera de Nicaragua               | Nicaragua            |                                     |                                              |
| Bandera de Nigeria                 | Nigeria              | 1                                   | https://www.schoenstatt-fathers.org.ng/      |
| Bandera de Panamá                  | Panamá               |                                     |                                              |
| Bandera de Paraguay                | Paraguay             | 3                                   | http://www.schoenstatt.org.py/               |
| Bandera de Perú                    | Perú                 | 2                                   |                                              |
| Bandera de Filipinas               | Filipinas            | 1                                   |                                              |
| Bandera de Polonia                 | Polonia              | 6                                   | http://siostry.szensztat.pl/                 |
| Bandera de Portugal                | Portugal             | 4                                   | https://www.schoenstatt.pt/                  |
| Bandera de Puerto Rico             | Puerto Rico          | 4                                   | http://www.schoenstattcrpr.org/              |
| Bandera de Rumania                 | Rumania              |                                     |                                              |
| Bandera de Rusia                   | Rusia                |                                     |                                              |
| Bandera de Eslovaquia              | Eslovaquia           |                                     | http://schoenstatt-sk.eu/                    |
| Bandera de Eslovenia               | Eslovenia            |                                     | https://schoenstattska-druzina.si/           |
| Bandera de Sudáfrica               | Sudáfrica            | 5                                   | https://schoenstattsouthafrica.org.za/       |
| Bandera de España                  | España               | 3                                   | http://schoenstatt.es/                       |
| Bandera de Suiza                   | Suiza                | 7                                   | https://schoenstatt.ch/                      |
| Bandera de Tanzania                | Tanzanía             | 1                                   |                                              |
| Bandera del Reino Unido            | Reino Unido          | 2                                   | http://www.schoenstatt.co.uk/                |
| Bandera de Uruguay                 | Uruguay              | 1                                   | http://schoenstatt.org.uy/                   |
| Bandera de Estados Unidos          | EE. UU.              | 10                                  | https://schoenstatt-wisconsin.us/            |
| Bandera de Venezuela               | Venezuela            |                                     |                                              |
| Bandera de Vietnam                 | Vietnam              |                                     |                                              |

## Enlaces oficiales
- Web oficial del Movimiento de Schoenstatt
- Web oficial del Movimiento de Schoenstatt

- Datos: Q561057
- Multimedia: Schoenstatt Movement / Q561057